# Marty (sèrie de televisió)
Marty és una sèrie britànica d'humor en sketch feta el 1968 per la cadena BBC i protagonitzada per Marty Feldman, Tim Brooke-Taylor, John Junkin, Roland MacLeod, Mary Miller. Hi va haver una segona sèrie feta el 1969, titulada It's Marty. En total es van produir 12 episodis.
Els guionistes foren John Cleese, Tim Brooke-Taylor, John Junkin, Marty Feldman, Barry Took, Graham Chapman, Terry Jones, Philip Jenkinson, Donald Webster, Peter Dickinson, Terry Gilliam, Michael Palin, John Law, Frank Muir i Denis Norden. Lionel Blair va coreografiar una rutina per a un episodi de It's Marty. Took i Marty Feldman van rebre un premi pel programa de l'actor Kenneth Horne.
Una compilació dels sketches sobrevivents de la sèrie ha estat editat en DVD, amb el títol The Best of Marty Feldman.

## Premis
- 1969 Premis BAFTA de la Televisió

Millor Artista d'Entreteniment - Marty Feldman
Millor Producció d'Entreteniment - Dennis Main-Wilson
Millor guionista - Marty Feldman i Barry Took
- 1969 Premis Writer's Guild of Great Britain

Millor Guió d'entreteniment - pels guionistes de Marty i It's Marty